# Risevattnet
Risevattnet är en sjö i Dals-Eds kommun i Dalsland och ingår i Göta älvs huvudavrinningsområde. Sjön är 21 meter djup, har en yta på 0,479 kvadratkilometer och befinner sig 144,4 meter över havet.

## Delavrinningsområde
Risevattnet ingår i det delavrinningsområde (654982-127995) som SMHI kallar för Utloppet av Risevattnet. Medelhöjden är 161 meter över havet och ytan är 6,36 kvadratkilometer. Det finns inga avrinningsområden uppströms utan avrinningsområdet är högsta punkten. Vattendraget som avvattnar avrinningsområdet har biflödesordning 5, vilket innebär att vattnet flödar genom totalt 5 vattendrag innan det når havet efter 296 kilometer. Avrinningsområdet består mestadels av skog (77 procent). Avrinningsområdet har 0,48 kvadratkilometer vattenytor vilket ger det en sjöprocent på 7,5 procent.